# Chelans
Pour les articles homonymes, voir Chelan.
Chelan fait référence à un groupe d'Amérindiens de la famille des langues salish vivants dans l'État de Washington à proximité du lac Chelan. Chelan peut se traduire par « Eau profonde ». Le lac Chelan est en effet le troisième lac le plus profond des États-Unis.
La tribu fait partie des Confederated Tribes of the Colville Reservation (littéralement « Tribus confédérées de la Réserve de Colville »). Elle est située dans la « Réserve indienne de Colville » (ColvilleIndian Reservation) à l'est de l'État de Washington. Cette confédération regroupe près de 9 000 descendants provenant de douze tribus amérindiennes. Les autres tribus se nomment Colville, Nespelem, Sanpoil, Lake (Sinixt), Palus, Wenatchi, Entiat, Methow, Okanagan du sud, Moses Columbia, et Nez-Percés de la bande du Chef Joseph.